# Olympiada diakonisa
Olympiada diakonisa – známá také jako svatá Olympiada nebo Olympiada Mladší, aby se odlišila od své tety stejného jména (řecky Ὀλυμπιάς, někdy mezi lety 361 a 368 – 25. července 408), po níž byla pojmenována, byla křesťanská římská aristokratka řeckého původu.

## Původ a mládí
Svatá Olympiada byla dcerou rétora Anicia Secunda a po matce byla vnučkou známého eparcha Eulaliose (ten je zmíněn v životě svatého Mikuláše). Její otec (v pramenech nazývaný Secundus nebo Selencus) byl říšským hrabětem; jeden z jejích předků byl římský konzul Flavius Ablabius a byl také pretoriánským prefektem Východu. Její strýc z matčiny strany byl rétor Calliopius z Antiochie, který sloužil jako grammaticus a pomocný učitel u rétora a historika Libania. Později působil jako úředník za římských císařů Konstantina II. a Juliána Apostaty. Matka Olympiady byla před sňatkem s Aniciem Secundem provdána za arménského císaře Arsaka II. a ovdověla.
Její rodiče zemřeli, když byla Olympiada ještě docela mladá, a zanechali jí obrovský majetek. V roce 384 nebo 385 se provdala za konstantinopolského prefekta Nebridia. Svatý Řehoř Naziánský, který opustil Konstantinopol v roce 381, byl na svatbu pozván, ale napsal dopis omlouvající jeho nepřítomnost a poslal nevěstě báseň. Nebridius po dvou letech zemřel a Olympiada zůstala bezdětnou vdovou. Všechny nové nabídky k sňatku vytrvale odmítala a rozhodla se věnovat službě Bohu a dobročinným skutkům.

## Diákonka
Patriarcha Nektarios (381-397) jmenoval Olympiadu diakonkou. Světice vykonávala svou službu čestně a bezúhonně. Po jejím ovdovění pověřil císař správcem jejího majetku městského prefekta, ale v roce 391 jí správu nad majetkem vrátil. Olympiada postavila vedle hlavního konstantinopolského chrámu monastýr, do něhož se spolu s ní uchýlili tři příbuzní a velké množství dívek, aby se zasvětili službě Bohu.
Po svém jmenování konstantinopolským patriarchou se Jan Zlatoústý stal duchovním vůdcem Olympiady, která se zcela podřídila jeho vedení a dala mu k dispozici velké částky na náboženské a charitativní účely. Své dobrodiní církvím a chudým rozšířila i do nejvzdálenějších oblastí říše. Poté, co byl Jan vyhnán, Olympiada ho všemožně podporovala a zůstala jeho věrnou učednicí, přičemž odmítla vstoupit do společenství s jeho nezákonně jmenovaným nástupcem. Jan ji povzbuzoval a vedl svými dopisy, kterých se dochovalo sedmnáct – ty jsou krásnou památkou na ušlechtilé srdce, duchovní dceru velkého patriarchy.

### Dobročinnost
Svatá Olympiada poskytovala velkou pomoc hierarchům přicházejícím do Konstantinopole: Amfilochius z Ikonia, Onesimus z Pontu, Řehoř Theolog, Petr ze Sebasty – bratr svatého Basila Velikého, Epifanius z Kypru, a všem se věnovala s velkou láskou. Své bohatství nepovažovala za své, ale za Boží, a rozdávala je nejen dobrým lidem, ale i jejich nepřátelům. Řehoř z Nyssy, další bratr Basila Velikého, na její přání vytvořil své Homilie na Velepíseň.
Světice štědře přispívala také chrámům, monastýrům, hospicům a útulkům pro utlačované a bezdomovce. Mezi její dobré skutky patřila také stavba nemocnice a sirotčince a péče o mnichy, kteří byli odvedeni do vyhnanství z mnišské Nitrie v Egyptě, které alexandrijský patriarcha Theofil nespravedlivě vyhnal. Její vytrvalá podpora Jana Zlatoústého vedla v roce 404 také k jejímu vyhnanství. Poté, co přišla o svůj dům, žila do konce života v Nikomédii a po dlouhé nemoci zemřela 25. července 408.
Během konstantinopolského povstání Níká v roce 532 byl zničen monastýr svaté Olympiady a přilehlý chrám. Císař Justinián jej nechal obnovit a igumenka Sergia do něj přenesla ostatky zakladatelky ze zničeného chrámu svatého apoštola Tomáše, kde byla pohřbena. O tomto přenesení máme zprávu od samotné Sergie.
Svaté Olympiadě patří socha mezi sto čtyřiceti sochami svatých v kolonádě na Svatopetrském náměstí v Římě.